# Великомихайловка (Покровский район)
Великомиха́йловка (укр. Великомихайлівка) — село,
Великомихайловский сельский совет,
Покровский район,
Днепропетровская область,
Украина.
Код КОАТУУ — 1224283401. Население по переписи 2001 года составляло 1963 человека.
Является административным центром Великомихайловского сельского совета, в который, кроме того, входят сёла
Вороное,
Лесное,
Малиевка,
Новосёловка,
Орестополь,
Сосновка,
Хорошее и
Январское.

## Географическое положение
Село Великомихайловка находится на правом берегу реки Волчья,
ниже по течению примыкает и
на противоположном берегу — село Орестополь.
По селу протекает пересыхающий ручей с запрудами.

## История
- Курганы, расположенные южнее и севернее села Великомихайловка, свидетельствуют о заселении этой местности в эпоху бронзы (II тысячелетие до н. э.).
- Во времена Новой Сечи 1734—1776 — тут были запорожские зимовники. В 1776 году азовский губернатор Василий Чертков сменил их на государственную военную слободу Михайловку. В 1779 году в ней было 175 дворов.[2]

- Перед ликвидацией крепостного права на Великомийхаловке было 652 двора, 3828 жителей, школа, проводилось две ярмарки.[2]
- В 1913 году в Великомихайловке, которая имела 1059 дворов, функционировало 5 школ, медицинский и ветеринарный амбулаторные пункты, почтовое отделение, кирпично-черепичный завод, три паровые мельницы, две паровые маслобойни, склад земледельных орудий, агарном, медицинская и ветеринарная больницы, акушерка, две медицинских и один ветеринарный врач, телефонная станция.[2]
- После установления советской власти Великомихайловка большевиками была занесена в «черный список» и в 1921-м году, а особенно в 1932—1933 годах пострадала от голода. После этого население сократилось в четыре раза.[3]
- В период Великой Отечественной войны Великомихайловку освобождали подразделения 1168-го и 1164-го стрелковых полков. Немцы пытались удержать село. В ночь с 13-го по 14 сентября 1943 года к селу подтянули артиллерию, танки. Бой начался утром 14 сентября и продолжался около трех часов. Когда немецко-фашистские захватчики отступали то оставили убитых, оружие, технику, боеприпасы.[4]

## Происхождение названия
Названа, в честь имени первого запорожца-зимчанина.
Так как рядом находилось две Михайловки, то большая по размеру стала Великой, а меншая – Малой Михайловкой.
Слобода фактические была окружена дубравами (дубовые леса), поэтому народе она получила название Дибровка.

## Экономика
- ООО «Украина».

## Объекты социальной сферы
- Школа.
- Детский сад.
- Амбулатория.
- Дом культуры.

## Достопримечательности
- Обелиск в память Нестора Махно.

## Известные люди
- Петренко (Платонов), Петр
- Лопатка, Килина Опанасовна — Герой Социалистического Труда.
- Щусь Феодосий Юстинович — командир кавалерии Украинской Повстанческой Армии (махновцев), родился в селе Дибровка.
- Штепенко, Александр Павлович — Герой Советского Союза, трижды награждён орденами Ленина, трижды орденами Красного Знамени.